# Фірек
Фірек (нім. Viereck) — громада в Німеччині, розташована в землі Мекленбург-Передня Померанія. Входить до складу району Передня Померанія-Грайфсвальд. Складова частина об'єднання громад Юкер-Рандов-Таль.
Площа — 54,75 км2. Населення становить 1020 ос. (станом на 31 грудня 2020).

## Галерея

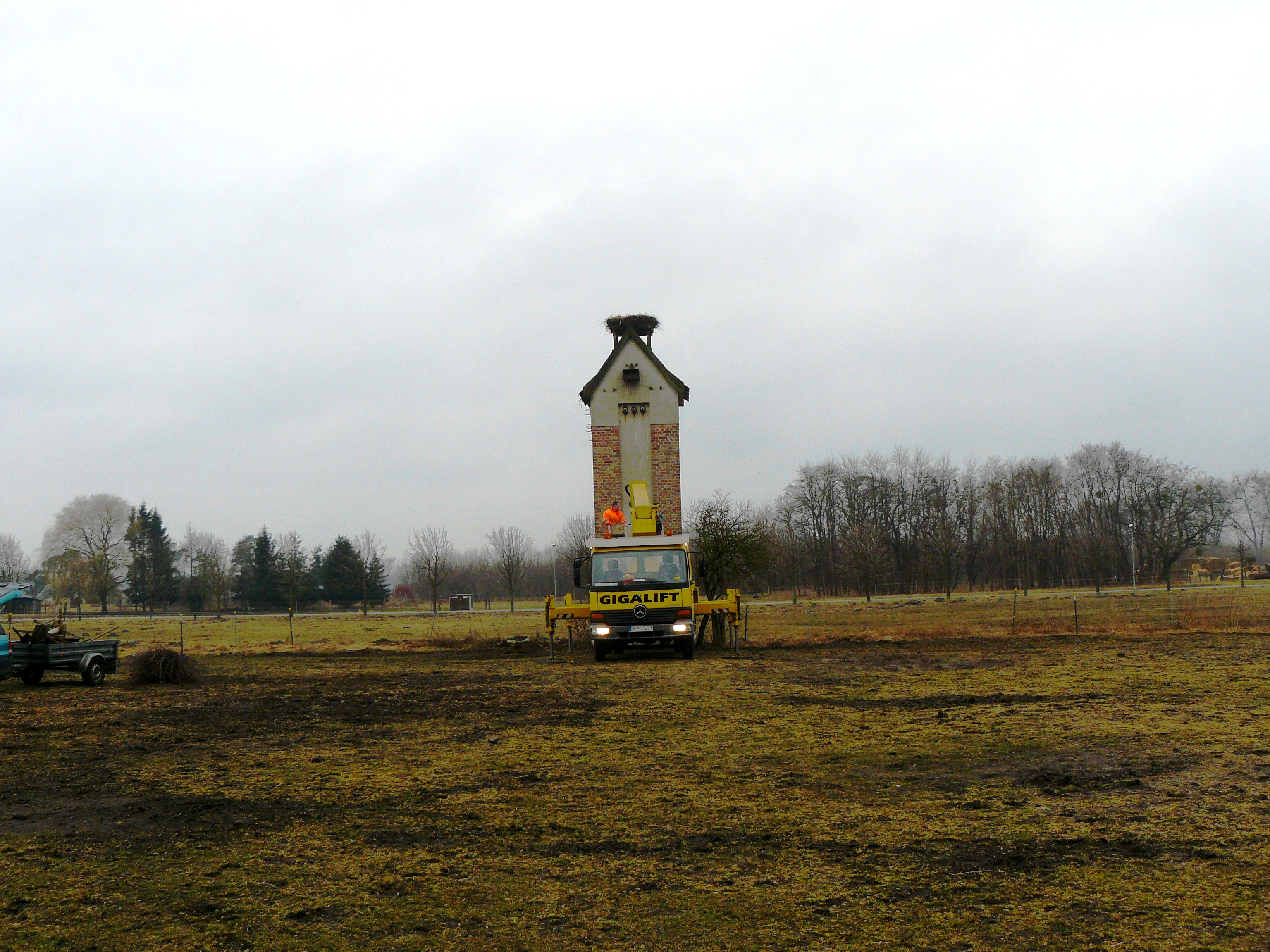
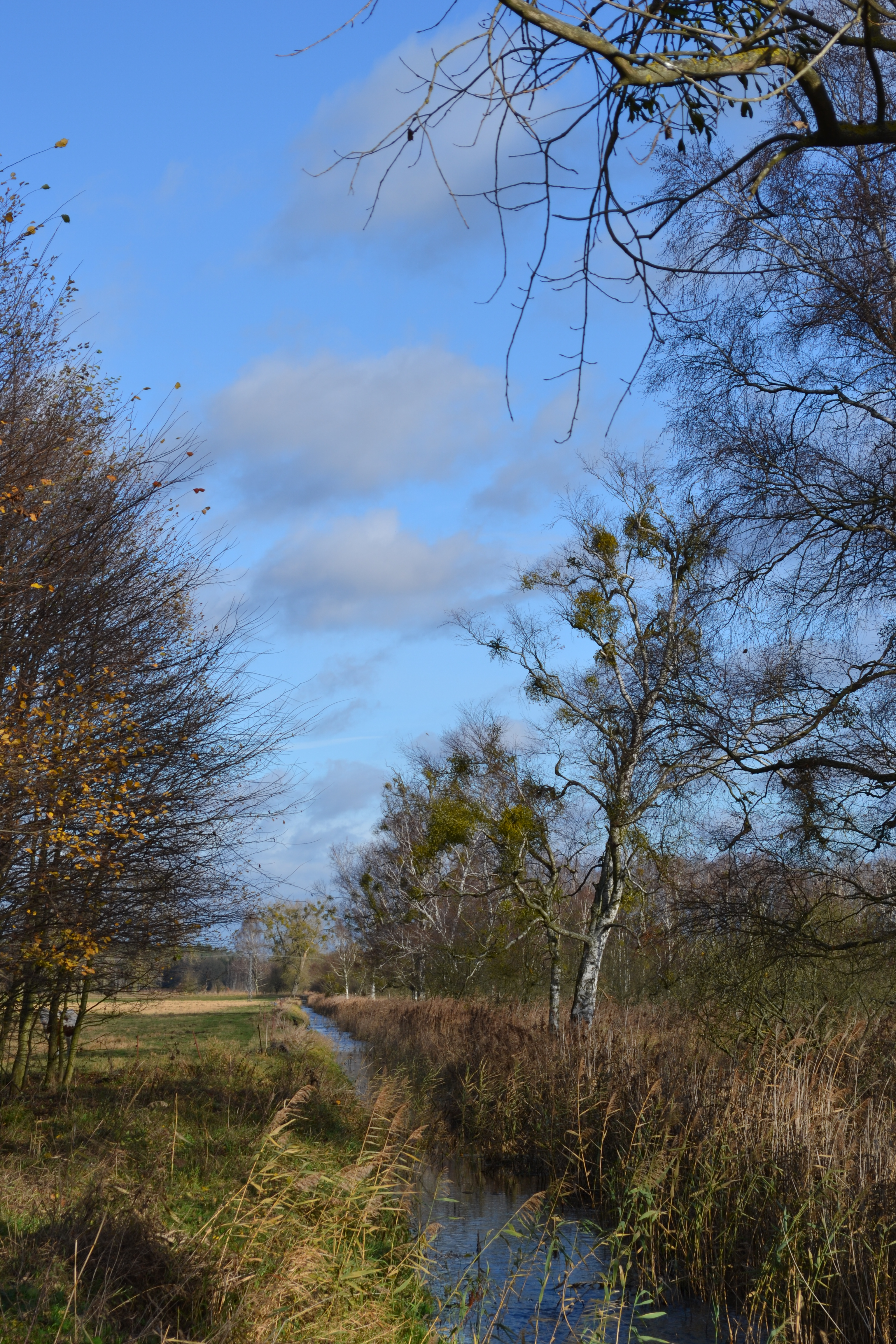